# Liste des circonscriptions électorales du Cheshire
 (août 2023).
Le comté cérémoniel du Cheshire (qui comprend les domaines de la Cheshire West and Chester, Cheshire East, Halton et l'autorité unitaire de Warrington) est divisé en onze circonscriptions électorales. Les deux divisions de Warrington sont des borough constituencies et les 
neuf restant étant des County constituencies.

## Circonscriptions
- † Conservateur
- ‡ Labour

| Circonscription              | Électeur | Majorité | député | député               | Opposition | Opposition      | Circonscriptions électorales, | Map |
| ---------------------------- | -------- | -------- | ------ | -------------------- | ---------- | --------------- | --- | --- |
| City of Chester CC           | 72,859   | 9,176    |        | Chris Matheson‡      |            | Will Gallagher† | Cheshire West and Chester District Council: Blacon Hall, Blacon Lodge, Boughton, Boughton Heath, Christleton, City & St Anne’s, College, Curzon & Westminster, Dodleston, Handbridge & St Mary’s, Hoole All Saints, Hoole Groves, Huntington, Lache Park, Mollington, Newton Brook, Newton St Michaels, Saughall, Upton Grange, Upton Westlea, Vicars Cross.                                                                           |     |
| Congleton CC                 | 76,694   | 12,619   |        | Fiona Bruce†         |            | Sam Corcoran‡   | Cheshire East Borough Council: Alsager Central, Alsager East, Alsager West, Astbury, Brereton, Buglawton, Congleton Central, Congleton North, Congleton North West, Congleton South, Congleton West, Dane Valley, Holmes Chapel, Lawton, Middlewich Cledford, Middlewich Kinderton, Odd Rode, Sandbach East, Sandbach North, Sandbach West.                                                                                            |     |
| Crewe and Nantwich CC        | 78,895   | 48       |        | Laura Smith‡         |            | Edward Timpson† | Cheshire East Borough Council: Alexandra, Barony Weaver, Birchin, Coppenhall, Delamere, Englesea, Grosvenor, Haslington, Leighton, Maw Green, St Barnabas, St John’s, St Mary’s, Shavington, Valley, Waldron, Wellington, Wells Green, Willaston, Wistaston Green, Wybunbury. |     |
| Eddisbury CC                 | 70,272   | 11,942   |        | Antoinette Sandbach† |            | Cathy Reynolds‡ | Cheshire West and Chester District Council: Barrow, Cuddington & Oakmere, Davenham & Moulton, Farndon, Kelsall, Malpas, Mara, Tarporley & Oulton, Tarvin, Tattenhall, Tilston, Waverton, Winsford Dene, Winsford Gravel, Winsford Over, Winsford Swanlow, Winsford Verdin, Winsford Wharton. Cheshire East Borough Council: Acton, Audlem, Bunbury, Minshull, Peckforton, Wrenbury.                                                    |     |
| Ellesmere Port and Neston CC | 68,666   | 11,390   |        | Justin Madders‡      |            | Nigel Jones†    | Cheshire West and Chester District Council: Barrow, Burton & Ness, Central, Farndon, Grange, Groves, Kelsall, Ledsham, Little Neston, Malpas, Neston, Parkgate, Pooltown, Rivacre, Riverside, Rossmore, Stanlow & Wolverham, Strawberry Fields, Sutton, Sutton Green & Manor, Westminster, Tarvin, Tattenhall, Tilston, Waverton, Whitby, Willaston & Thornton.                                                                        |     |
| Halton CC                    | 73,457   | 25,405   |        | Derek Twigg‡         |            | Matthew Lloyd†  | Halton Borough Council: Appleton, Birchfield, Broadheath, Castlefields, Ditton, Farnworth, Grange, Hale, Halton Brook, Halton View, Heath, Hough Green, Kingsway, Mersey, Riverside. |     |
| Macclesfield CC              | 75,228   | 8,608    |        | David Rutley†        |            | Neil Puttick‡   | Cheshire East Borough Council: Bollington Central, Bollington East, Bollington West, Disley & Lyme Handley, Gawsworth, Henbury, Macclesfield Bollinbrook, Macclesfield Broken Cross, Macclesfield Central, Macclesfield East, Macclesfield Hurdsfield, Macclesfield Ivy, Macclesfield Ryles, Macclesfield South, Macclesfield Tytherington, Macclesfield West, Poynton Central, Poynton East, Poynton West, Prestbury, Rainow, Sutton. |     |
| Tatton CC                    | 67,874   | 14,787   |        | Esther McVey†        |            | Sam Rushworth‡  | Cheshire East Borough Council: Alderley Edge, Chelford, Dean Row, Fulshaw, Handforth, High Legh, Hough, Knutsford Bexton, Knutsford Nether, Knutsford Norbury Booths, Knutsford Over, Lacey Green, Mere, Mobberley, Morley & Styal, Plumley. Cheshire West and Chester District Council: Barnton, Cogshall, Lostock & Wincham, Rudheath & South Witton, Seven Oaks & Marston, Shakerley.                                               |     |
| Warrington North BC          | 71,918   | 9,582    |        | Helen Jones‡         |            | Val Allen†      | Warrington Borough Council: Birchwood, Burtonwood and Winwick, Culcheth, Glazebury and Croft, Fairfield and Howley, Orford, Poplars and Hulme, Poulton North, Poulton South, Rixton and Woolston, Westbrook. |     |
| Warrington South BC          | 85,617   | 2,549    |        | Faisal Rashid‡       |            | David Mowat†    | Warrington Borough Council: Appleton, Bewsey and Whitecross, Grappenhall and Thelwall, Great Sankey North, Great Sankey South, Hatton, Stretton and Walton, Latchford East,Latchford West, Lymm, Penketh and Cuerdley, Stockton Heath, Whittle Hall. |     |
| Weaver Vale CC               | 69,016   | 3,928    |        | Mike Amesbury‡       |            | Graham Evans†   | Halton Borough Council: Beechwood, Daresbury, Halton Lea, Norton North, Norton South, Windmill Hill. Cheshire West and Chester District Council: Forest, Frodsham North, Frodsham South, Hartford & Whitegate, Helsby, Kingsley, Leftwich & Kingsmead, Milton Weaver, Northwich Castle, Northwich Winnington, Northwich Witton, Weaverham.                                                                                             |     |

## Changements de limites
La Commissions, a demandé de changer les 11 circonscriptions pour réaligner les limites des circonscriptions avec les limites des quartiers actuels de l'administration locale, et pour réduire la disparité entre les circonscriptions électorales. Ces changements ont été apportés à l'Élections générales de 2010.
| Nom | Pre-2010 limites                         | Post-2010 limites |
| --- | ---------------------------------------- | ----------------- |
| 1. City of Chester CC 2. Congleton CC 3. Crewe and Nantwich CC 4. Eddisbury CC 5. Ellesmere Port and Neston CC 6. Halton CC 7. Macclesfield CC 8. Tatton CC 9. Warrington North BC 10. Warrington South BC 11. Weaver Vale CC | Parliamentary constituencies in Cheshire | Proposed Revision |

## Changement proposé pour 2022
Dans le cadre du Sixth Periodic Review of Westminster constituencies en 2018, la  Commission du tracé de la frontière pour l'Angleterre a recommandé les circonscriptions suivantes couvrant le Cheshire.
- Altrincham and Knutsford
- Bramhall and Wilmslow
- City of Chester
- Congleton
- Crewe and Nantwich
- Eddisbury
- Ellesmere Port and Neston
- Macclesfield
- Warrington North
- Warrington South
- Weaver Vale
- Widnes and Runcorn

## Résultats
| 1997 | 2001 | 2005 | 2010 | 2015 |
| ---- | ---- | ---- | ---- | ---- |
|      |      |      |      |      |
| 2017 |      |      |      |      |
|      |      |      |      |      |

Le nombre total de suffrages exprimés pour chaque parti politique ou candidat individuel qui ont présenté des candidats dans des circonscriptions au sein du Cheshire lors de l'élection générale de 2017 était les suivantes ;
| Parti             | Votes   | Votes% | Siège |
| ----------------- | ------- | ------ | ----- |
| Labour            | 278,044 | 47.6   | 7     |
| Conservateur      | 263,922 | 45.2   | 4     |
| Liberal Democrats | 24,329  | 4.2    |       |
| UKIP              | 8,153   | 1.4    |       |
| Greens            | 5,768   | 1.0    |       |
| Indépendants      | 3,608   | 0.6    |       |
| Pirate Party      | 179     | 0.03   |       |
| Total             | 584,003 | 100.0  | 11    |